# Антонович Афіноген Якович
Антонович Афіноген Якович (1 січня 1848 — 1 січня 1917) — український економіст, статистик, педагог, доктор політекономії і статистики, дійсний статський радник (1893), таємний радник (1895), доцент кафедри поліцейського права Імператорського університету Святого Володимира.